# Kodiaran
Kodiaran (également Kiniéran, Kéniéra, Kenieran) est une ville et une sous-préfecture de Guinée, rattachée à la préfecture de Mandiana et la région de Kankan.
Le chef lieu est Kodiaran.

## Histoire
En février 1882, le chef militaire Samory Touré engagea pour la première fois les forces françaises à Kodiaran. Après avoir attendu que les Français épuisent leurs munitions, il les a vaincus lors d'une attaque à la lance.

## Subdivision administrative
Kodiaran est composer de quatre districts.
| Districts       | Secteurs                                |
| --------------- | --------------------------------------- |
| Kodiaran centre | Kodiaran centre, Kodokojou et Kodokosan |
| Komana          | Komana centre                           |
| Koromadou       | Komadou centre                          |
| Kouroungboula   | Kouroungboula centre                    |

## Population
En 2016, le nombre d'habitants est estimé à 40 509, à partir d'une extrapolation officielle du recensement de 2014 qui en avait dénombré 37 877.
 Autour de Kodiaran, il est peu peuplé, avec 19 habitants au kilomètre carré.  grande communauté la plus proche est Koundian, à 19,9 km au sud de Kodiaran.

## Environnement
Le terrain autour de Kodiaran est plat.  Le point culminant à proximité est à 426 mètres d'altitude, à 2 km à l'est de Kodiaran. Les environs de Kodiaran sont principalement de savane.

## Climat
Le climat de savane prévaut dans la région.  La température moyenne annuelle est de 25 °C. Le mois le plus chaud est avril, la température moyenne est de 30 °C, et le plus froid est juillet, avec 22 °C. Les précipitations annuelles moyennes sont de 1 343 millimètres. Le mois le plus humide est août, avec une moyenne de 331 mm de précipitations, et le plus sec est janvier, avec 1 mm de précipitations.

## Personnalité liée
- Vincent Coulibaly (1953- ), archevêque de Conakry depuis 2003.